# Karl-Heinz Streibich

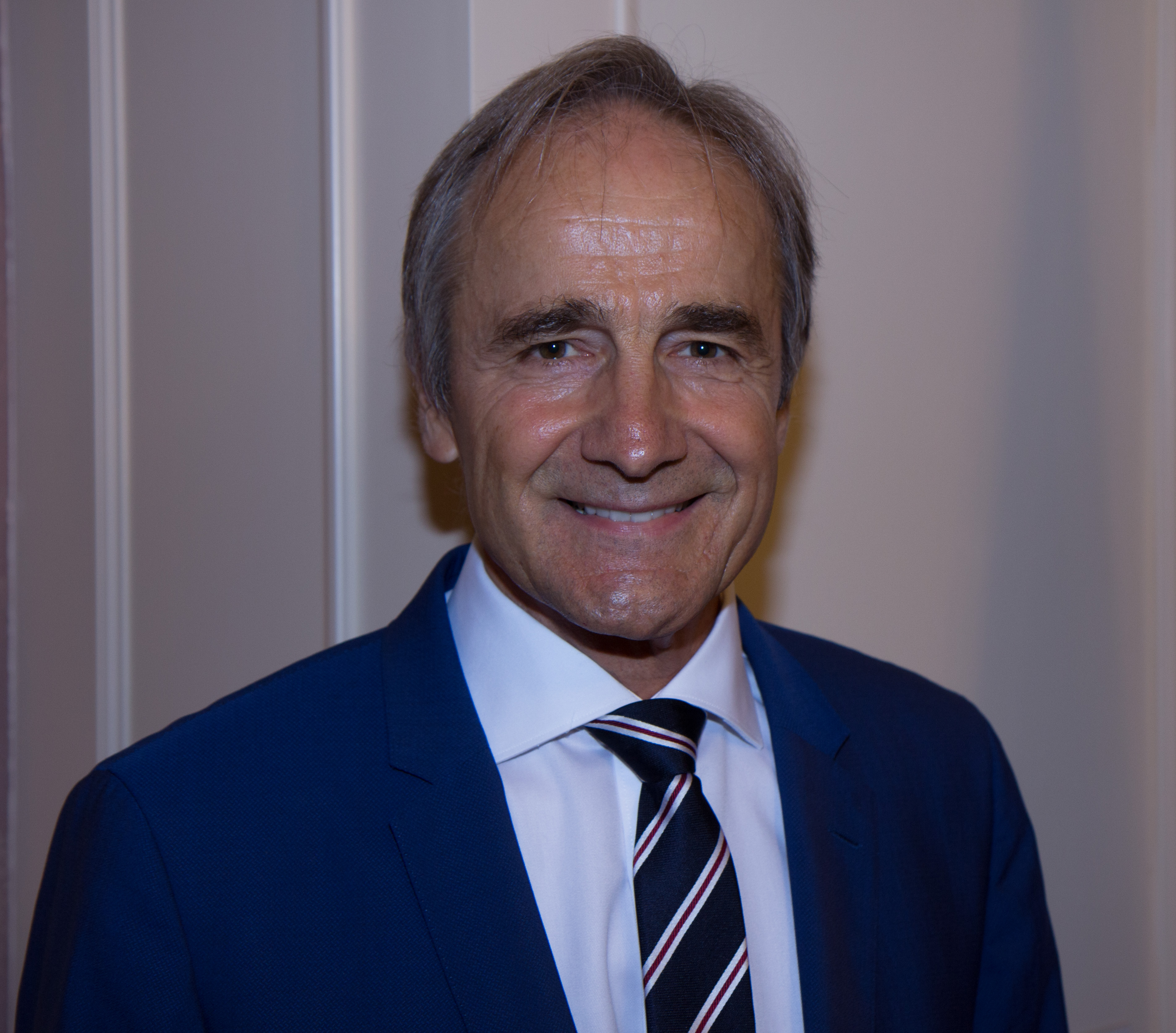
Karl-Heinz Streibich, 2018

Karl-Heinz Streibich (* 5. November 1952 in Schwarzach, Deutschland) ist ehemaliger Vorstandsvorsitzender der Software AG. Er ist Mitglied in den Aufsichtsräten von Siemens Healthineers, Munich RE und Deutsche Telekom. Karl-Heinz Streibich ist Ehrenvorsitzender des Senats von acatech – Deutsche Akademie der Technikwissenschaften, deren Präsident er von 2018 bis 2022 gewesen ist.

## Leben
Karl-Heinz Streibich studierte bis 1981 Nachrichtentechnik an der Hochschule Offenburg (mit Auszeichnung), bevor er an Postgraduierten-Kursen an der Stanford Graduate School of Business sowie der Harvard Business School teilnahm. Nach Abschluss des Studiums arbeitete Streibich zunächst bei Dow Chemical Company in Rheinmünster, anschließend bei ITT Industries in London und ab 1987  bei ITT-SEL AG in Stuttgart. Zwischen 1989 und 1996 hielt er verschiedene Führungspositionen bei Tochterfirmen von Daimler-Benz und war von 1996 bis 2003 Mitglied und später Vorsitzender der Geschäftsführung bei debis Systemhaus. Zwischen 2000 und 2003 leitete er stellvertretend zudem die Geschäftsführung der T-Systems International. Von 2003 bis 2018 war Streibich Vorstandsvorsitzender der Software AG in Darmstadt. Noch in seine Amtszeit als Vorstandsvorsitzender der Software AG fällt seine Ernennung zu einem der zwei Präsidenten bei acatech – Deutsche Akademie der Technikwissenschaften. Die hessische Landesregierung berief Streibich außerdem in ihren Rat für Digitalethik sowie in den Fachbeirat „Digitale Pilotregionen“. Aktuell ist er Mitglied in weiteren zahlreichen Aufsichtsräten und Vereinen (Stand 2022). Im Jahr 2011 wurde Karl-Heinz Streibich von der Financial Times und Bain & Company zum Strategen des Jahres Deutschland in der Kategorie Umsatz € < 2,5 Mrd. gekürt. Im selben Jahr erhielt die Software AG den HSBC International Growth Strategy of the Year Award.

## Mitgliedschaften in Aufsichtsräten und Vereinen
- Ehrenvorsitzender des Senats von acatech – Deutsche Akademie der Technikwissenschaften
- Mitglied im Aufsichtsrat der Deutschen Telekom AG
- Mitglied im Aufsichtsrat der Munich RE
- Mitglied im Aufsichtsrat der Siemens Healthineers AG
- Vorsitzender des Digitalisierungs-Beirates der DAK-Gesundheit
- Aufsichtsratsvorsitzender der DRM Datenraum Mobilität GmbH (Mobility Data Space)
- Mitglied im Beirat der Cyberagentur
- Mitglied des Kuratoriums der Senckenberg Gesellschaft für Naturforschung, Frankfurt a. M.

## Publikationen
- The Digital Enterprise – The Moves and Motives of the Digital Leaders. Darmstadt 2013, ISBN 978-0-9897564-0-2.